# Compagnie des chemins de fer régionaux des Bouches-du-Rhône
La Compagnie des chemins de fer régionaux des Bouches-du-Rhône est une ancienne compagnie ferroviaire française créée en 1884, filiale de la Société de construction des Batignolles.

## Historique
Dans les années 1880, la Société de construction des Batignolles met en place une politique de création de filiales, en vue de créer un véritable groupe, en France mais aussi à l'étranger (au Brésil, notamment).
Ainsi, elle crée la Compagnie des chemins de fer régionaux des Bouches-du-Rhône en 1884 en vue de construire et exploiter un réseau de chemin de fer d'intérêt local dans ce département,. Le capital social de cette nouvelle compagnie s'élève à 7 200 000 francs dont la Société de construction des Batignolles constitue l'actionnaire majoritaire.
Elle est finalement absorbée en 1906 par la Compagnie des chemins de fer départementaux des Bouches du Rhône.

## Le réseau

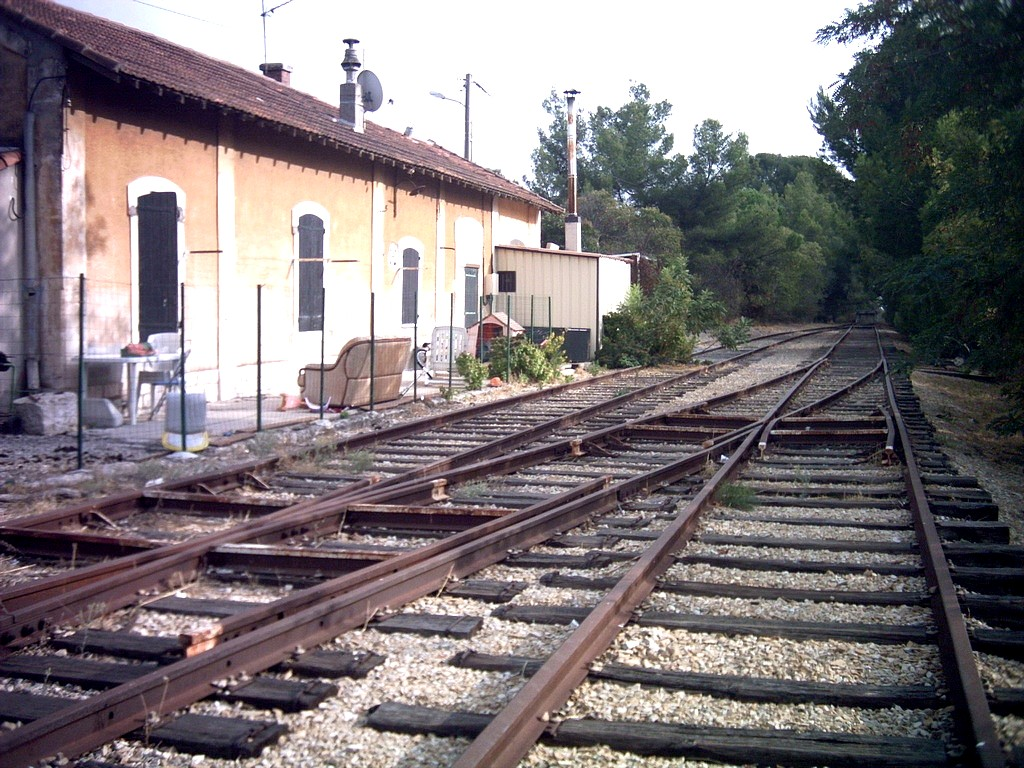
L'ancienne gare de la Ciotat commune à celle du PLM.

Le réseau complet comprend les lignes suivantes, :
- Fontvieille - Salon-de-Provence, (37 km), ouverture le 28 avril 1887,
- Saint-Rémy-de-Provence - Orgon, (15 km), ouverture le 17 décembre 1887,
- Barbentane - Orgon, (28 km), ouverture le 17 décembre 1887,
- La Ciotat-Ville à La Ciotat-Gare, (4 km), ouverture le 18 décembre 1887
- Eyguières - Meyrargues, (48 km), ouverture le 18 juillet 1889.

Ces lignes ont été construites en complément d'un premier réseau existant, construit et exploité dans les années 1870 par la Société nouvelle des chemins de fer des Bouches-du-Rhône. Cette dernière sera également acquise par le département en 1906.